# Венера и Амур
«Венера и Амур» — картина немецкого художника Лукаса Кранаха Старшего из собрания Государственного Эрмитажа.
Картина изображает древнеримскую богиню любви Венеру в сопровождении ребенка-Амура. Справа и слева от головы Венеры написано двустишие на латыни:

Pelle Cupidoneos  toto conamine luxus

Ne tuta possideat pectora ceca Venus

(Всеми силами гони Купидоново сладострастие,

Иначе твоей ослеплённой душой овладеет Венера.)

Слева, возле локтя Венеры на фоновой стене нарисован листок бумаги с монограммой художника и датой работы: LC 1509, а между букв-инициалов расположен своеобразный «фирменный знак-символ» Кранаха — дракон с поднятыми крыльями, который он использовал во множестве своих работ.
Изначально картина была написана на дереве, в 1850-х годах переведена на холст, причём тогда же была проведена её первая реставрация и за счет приставок по бокам и снизу старый формат картины (примерно 170 × 84 см) был увеличен. Картина выставляется в специальной раме, закрывающей эти приставки.
Картина является первым изображением обнажённой античной богини в германской живописи (ранее в обнажённом виде изображали только Еву), также это первая работа на тему античной мифологии в творчестве Лукаса Кранаха Старшего. Эта работа демонстрирует интерес Кранаха к итальянскому искусству Возрождения, где как раз примерно в это же время происходило становление образа Венеры как эталона женской красоты. 

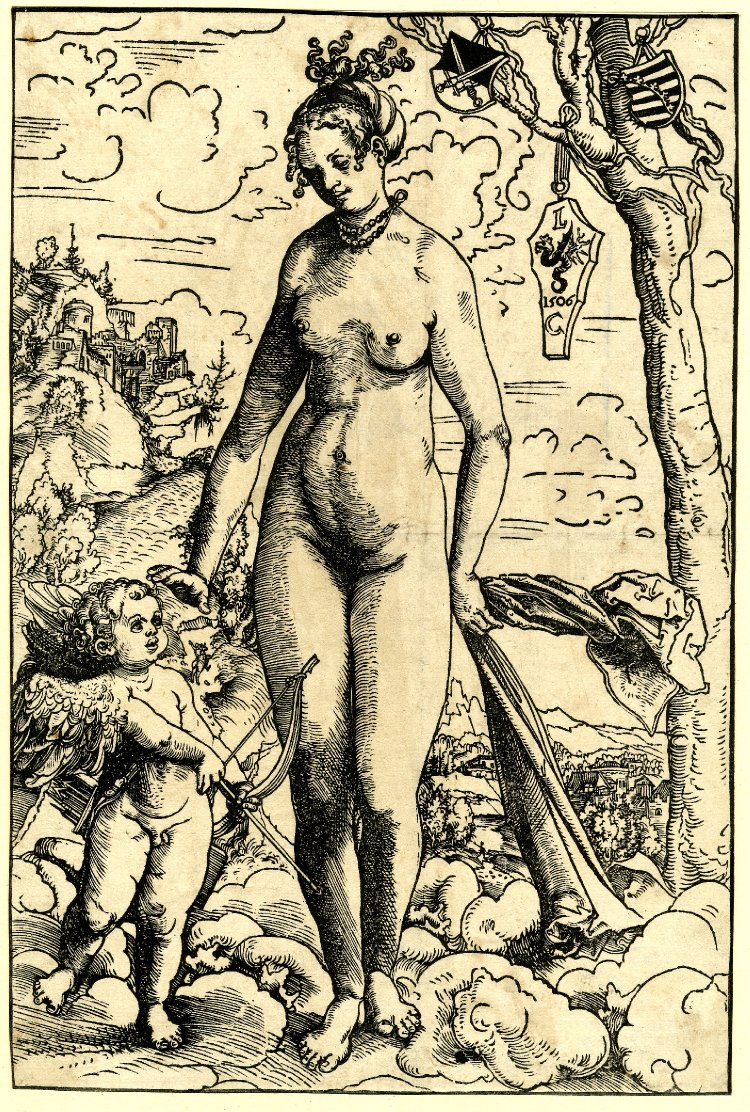
Лукас Кранах Старший. Венера и Амур. Гравюра. 1509. Британский музей, Лондон

Поскольку опыт работы с обнажённой натурой в Германии являлся новаторским, то сам художник не удержался от морализаторского наставления для потенциального зрителя от плотских соблазнов и использовал предостерегающее двустишие. Автор двустишия не установлен, по предположению искусствоведа А. Х. Немилова им являлся друг художника гуманист Х. Шойрль.
В том же 1509 году художник выполнил гравюру на дереве на аналогичный сюжет, но существенно отличающуюся в деталях — Венера с Амуром изображены в других позах, в качестве фона использован пейзаж и так далее; один из сохранившихся отпечатков находится в собрании Британского музея в Лондоне. Впоследствии художник ещё неоднократно обращался к этому сюжету — по оценкам Н. Н. Никулина кисти Кранаха Старшего, его учеников и последователей принадлежит более тридцати картин с изображением Венеры и Амура.
Картина находилась в коллекции Генриха фон Брюля в Дрездене, в 1769 году вместе со всем его собранием живописи была куплена Екатериной II и с того времени постоянно находится в Эрмитаже. Выставляется в здании Малого Эрмитажа в зале 255.
Кандидат искусствоведения, старший научный сотрудник Отдела западноевропейского изобразительного искусства Государственного Эрмитажа Ч. А. Мезенцева в своём очерке искусства Германии XV—XVIII веков, проводя детальный анализ картины, отмечала:

Кранах здесь — мастер тончайших градаций формы, каллиграфии контурной линии. Он ставит перед собой сложную живописную задачу: сопоставлением по существу двух основных цветов добиться эффектного звучания красок — глубокий чёрный фон сгармонирован с жёлто-коричневым светлым тоном тела. Трудное колористическое построение! Не уступая в этой картине лучшим нидерландским образцам в тонкости лессировочного письма, именно благодаря его прозрачности, художник достигает в инкарнате благородного «свечения» цвета изнутри. Красный колер бус Амура и сине-серый ожерелья Венеры дополняют простое и в то же время очень сложное цветовое решение.